# Окорш
Око́рш (болг. Окорш) — село в Силістринській області Болгарії. Входить до складу общини Дулово.

## Населення
За даними перепису населення 2011 року у селі проживали 1482 особи.
Національний склад населення села:
| Національність   | Кількість осіб | Відсоток |
| ---------------- | -------------- | -------- |
| турки            | 966            | 66,9%    |
| болгари          | 470            | 32,5%    |
| цигани           | 4              | 0,3%     |
| Всього відповіли | 1445           |          |

Розподіл населення за віком у 2011 році:
Динаміка населення: